# Korkociąg (lotnictwo)

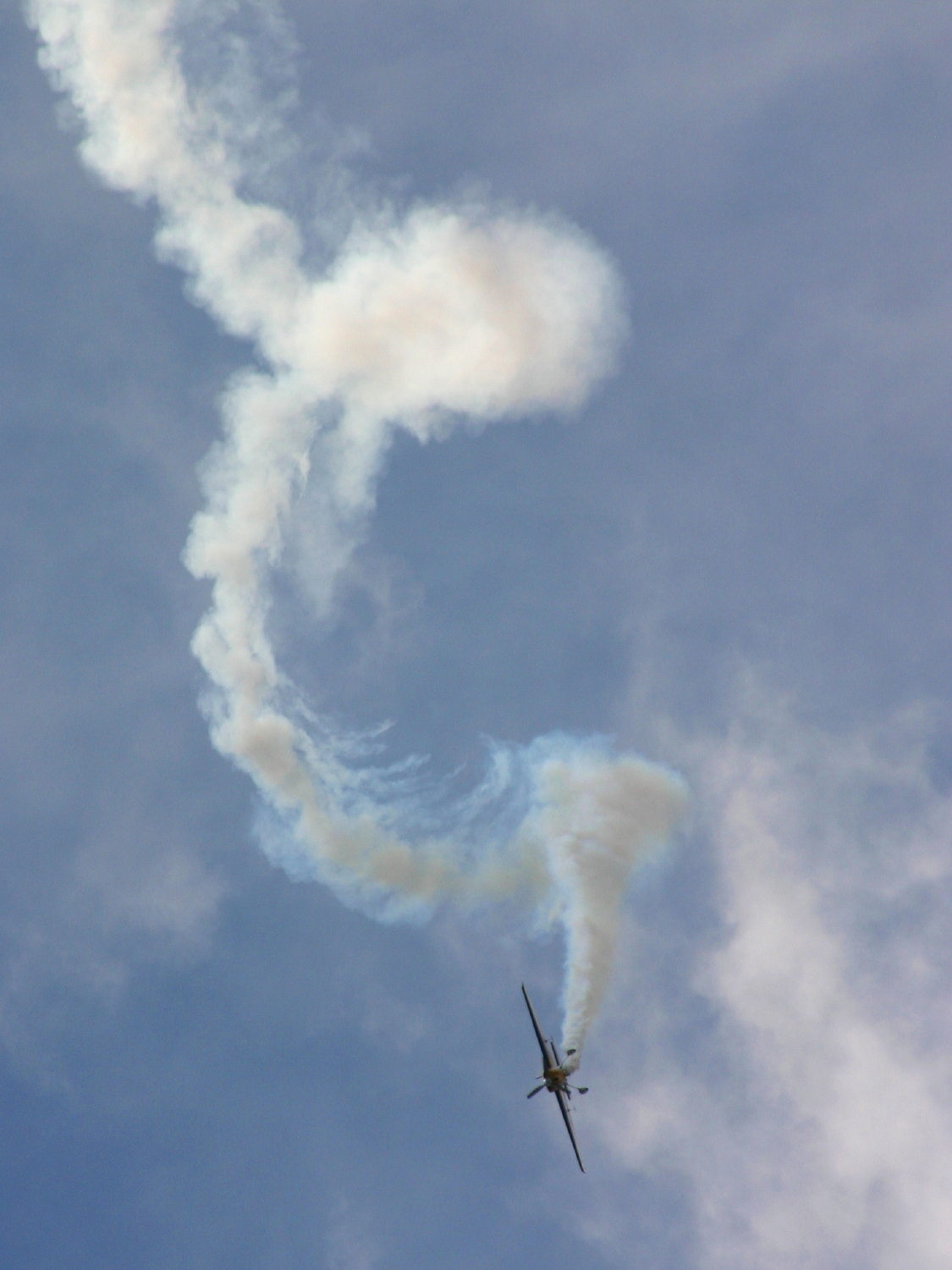
Samolot w korkociągu, pokaz akrobacyjny

Korkociąg – w lotnictwie – stan lotu oraz autorotacyjna figura akrobacji lotniczej, odbywająca się na pozakrytycznych (większych od krytycznego) kątach natarcia po linii śrubowej o małym promieniu, przy częściowej lub całkowitej utracie sterowności.
Ponieważ siła nośna na skrzydłach w trakcie korkociągu jest znikoma, w trakcie jego wykonywania następuje znaczna utrata wysokości. Oś wokół której obraca się płatowiec, znajduje się najczęściej przed dziobem i w kierunku, w którym jest wykonywany. Pojedynczy, pełny obrót wokół tej osi, nazywany jest zwitką korkociągu.

## Rodzaje korkociągu
Ze względu na sposób doprowadzenia do korkociągu, można wyróżnić dwa typy korkociągów: korkociąg mimowolny oraz korkociąg zamierzony. Ze względu na kąt pochylenia płatowca w trakcie wykonywania manewru, można korkociąg podzielić na korkociąg stromy i korkociąg płaski. Zaś wszystkie te odmiany mogą być w pozycji klasycznej (przeciągnięcie z lotu normalnego) i pozycji odwróconej (plecowej – przeciągnięcie w locie na plecach).

### Korkociąg mimowolny
Korkociąg mimowolny to potencjalnie bardzo niebezpieczny stan lotu, powstały na skutek mimowolnego przeciągnięcia płatowca z jednoczesnym zakłóceniem równowagi podłużnej. Dochodzi do niego najczęściej w wyniku przeciągnięcia statku powietrznego w momencie wykonywania zakrętu. Jest szczególnie niebezpieczny, jeśli wydarzy się na małej wysokości. Zaskoczenie wywołane niespodziewanym korkociągiem i deficyt czasowy związany z bezpośrednią bliskością ziemi działają wtedy na niekorzyść pilota i może on mieć zbyt mało czasu, aby przeprowadzić prawidłowe wyprowadzenie z korkociągu. W przypadku płatowców o małej stateczności poprzecznej, korkociąg może nastąpić na skutek zwykłego przeciągnięcia w czasie lotu po prostej.
Korkociąg mimowolny na małej wysokości jest przyczyną wielu wypadków śmiertelnych, zwłaszcza w lotnictwie ogólnego przeznaczenia.

Korkociąg stromy

### Korkociąg zamierzony
Korkociąg zamierzony to figura akrobacji lotniczej. Wykonywany jest ze z góry zaplanowaną liczbą zwitek i z wyprowadzeniem na z góry wyznaczony kierunek.
Wprowadzenie do korkociągu następuje w efekcie celowego przeciągnięcia samolotu (bądź szybowca) z jednoczesnym, energicznym zadziałaniem (zasterowaniem) sterem kierunku w stronę zamierzonego obrotu. Jeśli nie następuje wyprowadzenie z figury, to po chwili (np. po wykonaniu połowy lub całej zwitki – zależy to od typu płatowca), dochodzi do ustalenia się korkociągu (stała prędkość obrotu, stała prędkość opadania, stałe pochylenie). Do ustalenia korkociągu wymagane jest najczęściej ciągłe utrzymywanie ściągniętego drążka i wychylonego steru kierunku (stopień koniecznego wychylenia sterów zależy od typu płatowca).
Wizualnie podobną do korkociągu figurą akrobacji jest spirala, w której płatowiec również porusza się w dół z jednoczesnym obrotem wokół pionowej osi. Spirala różni się od korkociągu tym, że jest to rodzaj ciasnego zakrętu z dużym przechyleniem i jest wykonywana przy kątach natarcia mniejszych od krytycznego, czyli przy zachowaniu przepływu strug na skrzydłach.

### Korkociąg stromy
W korkociągu stromym, kąt pochylenia płatowca wynosi powyżej 50° (typowo 50–70°). Jako że najczęściej zachowany jest opływ powietrza wokół stateczników, możliwe powinno być wyprowadzenie z tego korkociągu.
Prawidłowo wyważona, certyfikowana maszyna, w przypadku korkociągu, powinna wchodzić właśnie w korkociąg stromy.

Korkociąg płaski

### Korkociąg płaski
Korkociąg w którym pochylenie jest mniejsze niż 50° (typowo 30–50°). Dochodzi do niego w przypadku nieprawidłowego wyważenia płatowca – środek masy znajduje się zbyt daleko od dziobu samolotu, np. waga pilota jest zbyt duża (ogólnie – jest tylno położony środek ciężkości).
Również płatowce mające masy rozłożone wzdłuż osi płatowca (np. samolot odrzutowy) mają tendencję do wchodzenia w korkociąg płaski.
W korkociągu płaskim często występują oscylacje kadłuba, należy wyprowadzać z korkociągu gdy kadłub płatowca pochyla się w kierunku ziemi.
Jest to bardzo niebezpieczna odmiana korkociągu. Napływ strug powietrza na usterzenie poziome następuje na spodnią część profilu (od dołu) co sprawia, że ster wysokości nie ma właściwego opływu. Z tego względu płatowiec wykazuje znikomą reakcję na stery, wyprowadzenie z korkociągu płaskiego jest trudne lub czasem wręcz w ogóle niemożliwe.
Jeśli podczas wykonywania korkociągu stromego, drążek sterowy ma samoistną tendencję do wędrówki "na siebie", lub jest zmiana znaku siły na drążku sterowym, może to zwiastować przejście do korkociągu płaskiego.

## Wyprowadzenie z korkociągu
Wyprowadzenie maszyny z korkociągu polega na:
- zahamowaniu autorotacji sterem kierunku poprzez zadziałanie w kierunku odwrotnym od dotychczasowej rotacji – siła potrzebna do zahamowania rotacji może być znacznie większa niż ta, która wymagana jest w przypadku normalnej pracy sterami (np. w szybowcach)
- a następnie, na przywróceniu opływu powietrza na skrzydłach poprzez oddanie drążka od siebie (wychylenie w dół steru wysokości)
- po odzyskaniu sterowności, wykonuje się zwykłe wyprowadzenie z lotu nurkowego, które w zasadzie powinno zostać wykonane bezzwłocznie, aby uniknąć potencjalnie niebezpiecznego, szybkiego wzrostu prędkości i dalszej utraty wysokości.

W wyprowadzaniu z korkociągu pomóc może chwilowy przyrost ciągu śmigła ("szarpnięcie gazem") co jest łatwe do uzyskania w przypadku samolotu z silnikiem tłokowym.
W przypadku korkociągu płaskiego odpowiednie sterowanie ciągiem śmigła (dodawanie i ujmowanie "gazu" we właściwych momentach) może pomóc w wyprowadzeniu z korkociągu poprzez zwiększenie amplitudy pionowych oscylacji kadłuba i przejście w korkociąg stromy z prawidłową reakcją na stery.
W przypadku korkociągu plecowego (odwróconego) w wyprowadzeniu obowiązują zasady podobne, z tym, że przejście na podkrytyczne kąty natarcia następuje poprzez ściągnięcie drążka na siebie – co jest logiczne wobec odwróconej pozycji samolotu względem horyzontu podczas tego korkociągu.
Podczas badań w locie pilot doświadczalny może użyć spadochronu przeciwkorkociągowego wyrzucanego z małego zasobnika na końcu ogona samolotu. Spadochron ten hamując autorotację podnosi też ogon, co ułatwia wyprowadzenie maszyny z tego stanu lotu.